# 李成杓
李成杓，直隸宣化府懷安縣（今張家口市懷安縣）人。同武進士出身。清朝軍事將領。
李成杓之父李君，生子四人，分別取名良、财、吉、杓。嘉慶三年（1789年），李成杓中式戊午科武舉。嘉慶十三年（1808年）九月，朝廷舉行武會試，以禮部右侍郎戴聯奎為正考官，翰林院侍講學士吳烜為副考官，直隸取中八名，李成杓一舉中式。十月丁未，仁宗親試中式武舉於太和殿前。壬子日，仁宗再御太和殿，傳臚，李成杓位列三甲第四名，賜同武進士出身。兵部帶領引見時，李成杓等十人授官藍翎侍衛。
根據家族傳說，李成杓平叛有功，頗得仁宗賞識。一次隨扈外出狩猎，遭人陷害，险些冒犯皇帝，因此辞官还乡。今张家口许家庄李氏多其后裔。